# Eurostopodus
Eurostopodus é um gênero de noitibós da família Caprimulgidae. Este gênero é distinto entre os caprimulgídeos do Velho Mundo, pois não possui as longas cerdas rictais. Os membros desse grupo também apresentam algumas características que não são compartilhadas com as subfamílias Caprimulginae e Chordeilinae, como ter um tamanho maior, a presença variável de tufos de penas na cabeça, juvenis com plumagem ruiva, longos períodos de incubação e ovos marrom-avermelhados e pretos.

## Espécies
Possui sete espécies reconhecidas. Classificações e nomenclaturas de acordo com o Congresso Ornitológico Internacional e Paixão et al.
| Imagem | Nome científico          | Nome comum                | Distribuição                               |
| ------ | ------------------------ | ------------------------- | ------------------------------------------ |
|        | Eurostopodus argus       | Noitibó-malhado           | Austrália continental e ilhas da Indonésia |
|        | Eurostopodus mystacalis  | Noitibó-de-bigode         | Austrália Ocidental e Papua-Nova Guiné     |
|        | Eurostopodus nigripennis | Noitibó-das-salomão       | Arquipélagos das Ilhas Salomão             |
|        | Eurostopodus exul        | Noitibó-da-nova-caledónia | Nova Caledónia                             |
|        | Eurostopodus diabolicus  | Noitibó-satânico          | Celebes                                    |
|        | Eurostopodus papuensis   | Noitibó-papua             | Nova Guiné                                 |
|        | Eurostopodus archboldi   | Noitibó-da-cordilheira    | Nova Guiné                                 |